# 7829 Jaroff
7829 Jaroff è un asteroide della fascia principale. Scoperto nel 1992, presenta un'orbita caratterizzata da un semiasse maggiore pari a 1,9517956 UA e da un'eccentricità di 0,0754406, inclinata di 17,86976° rispetto all'eclittica.